# Lijst van voetbalinterlands Armenië - Tsjechië
Deze lijst van voetbalinterlands is een overzicht van alle officiële voetbalwedstrijden tussen de nationale teams van Armenië en Tsjechië. De landen speelden tot op heden vijf keer tegen elkaar. De eerste ontmoeting, een kwalificatiewedstrijd voor het Wereldkampioenschap voetbal 2006, werd gespeeld op 13 oktober 2004 in Jerevan. Het laatste duel, een vriendschappelijke wedstrijd, werd gespeeld in Praag op 26 maart 2024.

## Wedstrijden
| № | Plaats  | Datum            | Competitie           | Wedstrijd          | Uitslag |
| - | ------- | ---------------- | -------------------- | ------------------ | ------- |
| 1 | Jerevan | 13 oktober 2004  | WK 2006 kwalificatie | Armenië − Tsjechië | 0 − 3   |
| 2 | Olomouc | 7 september 2005 | WK 2006 kwalificatie | Tsjechië – Armenië | 4 – 1   |
| 3 | Jerevan | 26 maart 2013    | WK 2014 kwalificatie | Armenië − Tsjechië | 0 − 3   |
| 4 | Praag   | 6 september 2013 | WK 2014 kwalificatie | Tsjechië – Armenië | 1 – 2   |
| 5 | Praag   | 26 maart 2024    | Vriendschappelijk    | Tsjechië − Armenië | 2 − 1   |

## Samenvatting
| Competitie        | Totaal gespeeld | Winst Armenië | Gelijk | Winst Tsjechië | Doelsaldo Armenië – Tsjechië |
| ----------------- | --------------- | ------------- | ------ | -------------- | ---------------------------- |
| WK-kwalificatie   | 4               | 1             | 0      | 3              | 3 − 11                       |
| Vriendschappelijk | 1               | 0             | 0      | 1              | 1 − 2                        |
| Totaal            | 5               | 1             | 0      | 4              | 4 − 13                       |

Wedstrijden bepaald door strafschoppen worden, in lijn met de FIFA, als een gelijkspel gerekend.